# Elephantomyia multisignata
Elephantomyia multisignata är en tvåvingeart som beskrevs av Alexander 1965. Elephantomyia multisignata ingår i släktet Elephantomyia och familjen småharkrankar.
Artens utbredningsområde är Madagaskar. Inga underarter finns listade i Catalogue of Life.